# Carlo Jacobsen
Carlo Jacob Peter Jacobsen (født 10. juni 1884, død 17. oktober 1960) var en dansk scenograf, dekorationsmaler og kunstmaler. Han arbejde blandt andet med: Carl Th. Dreyer, Osvald Helmuth, Lau Lauritzen Jr. og Lau Lauritzen Sr., A.W. Sandberg, Emanuel Gregers, August Blom, Robert Dinesen, Alexander Christian, Holger-Madsen, Johan Jacobsen.
Carlo Jacobsen blev født den 10. juni 1884 på Nørrebro i København. Han var ældste barn af Sidse Kirstine og Jacob Josef Benjamin Jacobsen, som med tiden fik i alt syv børn. Da Carlo blev ni år, begyndte han at arbejde på en tobaksfabrik. Her arbejdede han fra kl. 7 om morgenen til kl. 12. Når han var færdig på fabrikken skulle han i skole.
Da han var færdig med skolen, kom han på kontor. Om aftenen gik han på købmandsskolen, men han hadede begge dele, og en dag stak han derfor af og tog til Berlin. Her uddannede han sig på Kunstakademiet og fik arbejde i et stort firma, der havde specialiseret sig i at fremstille dekorationer til de europæiske teatre. Her lærte han en ny, revolutionerende måde at fremstille teaterdekorationer på: den plastiske dekoration af papmaché.
Ved hjemkomsten til Danmark i 1908 blev han ansat hos teatermaleren Carl Lund, der leverede dekorationer til teatre i København og provinsen. Lokket af de mange penge, filmen kastede af sig i disse år søgte Carlo Jacobsen ud til Nordisk Films Kompagni på Mosedalvej i Valby, hvor han blev ansat som dekorationsmaler i februar 1914.
Hos Nordisk Films Kompagni skabte Carlo Jacobsen blandt andet dekorationer til en lang række af instrutøren A.W. Sandbergs stumfilm blandt andet Dickens-filmene og »Fra Piaza del Popolo«. Carlo Jacobsen blev Sandbergs højre hånd, og der opstod et nært venskab mellem instruktøren og dekorationsmaleren.
Da Sandberg i 1928 forlod Nordisk Films Kompagni og rejste til Berlin for at lave film, fulgte Carlo Jacobsen med og var med til at lave dekorationer til filmen »Fromont jun. og Risler sen.« (dansk titel: »Slangen«) efter Daudets roman. Det store udland var imidlertid ikke noget for Carlo Jacobsen, og han vendte hurtigt hjem til Danmark igen.
I 1920’erne og 1930’erne opførte Carlo Jacobsen talrige friluftsdekorationer til Tivolis festarrangementer. Blandt andet opførte han i 1934 »Fiskerlejet« med gammel bebyggelse og en kro, der blev så populær, at den blev stående som Færgekroen.
Samarbejdet med A.W. Sandberg blev først genoptaget i 1936, da Sandberg efter at være vendt hjem fra udlandet af filmselskabet Palladium blev opfordret til at filmatisere Walther Christmas’ roman »Millionærdrengen«. Kjeld Abell skrev manuskriptet, og Carlo Jacobsen blev ansat som dekorationschef.
Carlo Jacobsen fik en ny, stor opgave, da A.W. Sandberg i 1937 optog filmen »Vikingerne, deres Forfædre og Efterkommere« for Tuborgs Bryggerier. Sammen med teatermaleren Otto Lund lavede han filmens dekorationer.
I 1938 blev Carlo Jacobsen hentet til ASA af Alice O’Fredericks. Den første film, han lavede dekorationer til her, var »Blåvand melder storm« fra 1938. I perioden 1942–43 fremstillede han dekorationer til ikke mindre end otte af ASA’s spillefilm. Udendørsscenerne til flere af dem blev optaget i landsbyen Skovlunde i Ballerup-Maaløv Kommune (nuværende Ballerup Kommune), hvor han selv boede fra 1941 til 1958. Det var blandt andet tilfældet med »Ebberød Bank« og »Brødrene Østermann’s huskors« (»En pige uden lige«) begge fra 1943.
Da Carlo Jacobsen i 1944 fyldte 60 år, udtalte han i et avisinterview, at hans fødselsdagsønske var endnu engang at komme til at arbejde sammen med Carl Th. Dreyer, som han havde arbejdet sammen med tidligere. Dette ønske gik i opfyldelse få år senere, da Carlo Jacobsen fremstillede en trickdekoration, der viste kirkebygningens udviklingshistorie, til Dreyers film »Landsbykirken«.
Mens Carlo Jacobsen boede i Skovlunde, tegnede og malede han flere af husene i landsbyen. I 1958 solgte Carlo Jacobsen huset i Skovlunde og flyttede til en lejlighed i Brønshøj. Her døde han den 17. oktober 1960.

## Filmografi (Udvalg)
Production Designer:
- Landsbykirken (1947)
- Danmarks oldtid (1944)
- Ebberød Bank (1943)
- Jeg mødte en morder (1943)
- Det ender med bryllup,(1943)
- En pige uden lige, (1943)
- Hans onsdagsveninde (1943)
- Det brændende spørgsmål, (1943)
- Lykken kommer (1942)
- Västkustens hjältar (1940)
- I de gode gamle dage (1940)
- Blaavand melder storm (1938)
- Vikingerne, deres Forfædre og Efterkommere (1937)
- Millionærdrengen (1936)
- Klovnen (1926)
- Maharadjahens yndlingshustru III (1926)
- Fra Piazza del Popolo (1925)
- David Copperfield (1922)
- Himmelskibet (1918)
- Mumiens Halsbaand (1916)
- Sfinxens Hemmelighed (1916)

Art Director:
- Eheskandal im Hause Fromont jun. und Risler sen. (1927)